# 小行星21778
小行星21778（21778 Andrewarren）是一颗绕太阳运转的小行星，为主小行星带小行星。该小行星于1999年9月7日发现。

## 轨道参数
小行星21778的轨道半长轴为2.4138537 UA，离心率为0.128。